# Neotopia
Neotopia ist ein zweisprachiger Atlas der Schweizer Grafikerin Manuela Pfrunder (* 1979) aus dem Jahr 2002, der eine utopische, gerechte und egalitäre Welt vorstellt.

## Inhalt
Im ersten Teil des Atlas wird eine utopische Fortsetzung der Schöpfungsgeschichte erzählt: Die Menschen waren unzufrieden, als sie sich der großen Ungerechtigkeiten auf der Welt gewahr wurden. Neid, Missgunst und Kriege waren die Folge. Mit der Zeit gelang es jedoch, die vorhandenen Güter allen Menschen auf der Welt zugänglich zu machen. Die Menschheit baute in der Folge die Welt so um, dass jeder einzelne Mensch an seinem Wohnort die ihm anteilsmäßig zustehenden Häuser, Äcker, Wälder, Wüsten, Seen, Gletscher und Meergebiete besaß. Sogar die Sonne wurde in sechs Teile aufgeteilt, damit für alle identische klimatische Bedingungen herrschten. Es wurde ruhig auf der Erde und Friede kehrte ein, da die Menschen wussten, dass sie alles besaßen, was man besitzen konnte.
Im zweiten Teil des Atlas zeigt die Autorin, wie derartige regelmäßige Einheiten für jeden Menschen aussehen würden: Jeder der 6.442.450.944 Menschen besitzt eine uniforme quadratische Einheit von 291,5 m Kantenlänge. Davon sind allerdings nur 29 % Land, der Rest ist Wasser. Der Landanteil besteht zum größten Teil aus Wald und Ödland, zum kleineren Teil aus produktivem Acker- und Kulturland. Mit Beispielen wird erläutert, was dies für einen Menschen auf einer solchen utopischen Einheit konkret bedeutet: er rodet jährlich 16 Quadratmeter Regenwald, wodurch dieser in 187 Jahren völlig abgeholzt sein wird; pro Jahr werden 8,5 kg Fleisch, 94 kg Weizen und 16 g Seide produziert; 60 Tage jährlich leidet jeder Mensch an Hunger, da er 40 % der Getreideproduktion an Tiere verfüttert; dafür erhält er 6,62 US-Dollar an Entwicklungshilfe und gibt zugleich 125 US-Dollar für Rüstung aus; ärztliche Hilfe kann er nur maximal 80 Minuten jährlich beanspruchen; eine Zeitung gibt es alle zwei Wochen; auf jeder Einheit gibt es 20 cm Schienen.
Die im Atlas genannten Daten sind nicht fiktiv, sondern wurden statistischen Jahrbüchern internationaler Organisationen (z. B. Statistical Yearbook der UNO 1999) entnommen und auf einen einzelnen Menschen umgerechnet. 
Der Atlas stellt naturgemäß nur eine Momentaufnahme dar. Auf der Webpräsenz (siehe Weblinks) wird jedoch die Weltbevölkerung laufend nach oben korrigiert. Dadurch verkleinert sich natürlich auch die Einheit, die jedem Menschen zur Verfügung steht.

## Kartografische Aspekte
Obwohl jede Fläche, die einem Menschen zur Verfügung steht, sich in nichts von den Flächen aller anderen Menschen unterscheidet, entwirft die Autorin eine mehrstufige Maßstabsreihe. Zuerst wird die Erdoberfläche in sechs – selbstverständlich identische – Teile geteilt, die nach den sechs Sonnen Haky, Leso, Ofga, Raxs, Ulse und Viro genannt werden. Die Welt wird anschließend gedanklich in vier Kartenwerken verschiedener Maßstäbe abgebildet: das erste Kartenwerk besteht aus 1536 (6 × 256) quadratischen Kartenblättern, das zweite aus 393.216 (6 × 256 × 256), das dritte aus 100.663.296 (6 × 256 × 256 × 256) und das vierte schließlich aus genau so vielen Kartenblättern (6 × 256 × 256 × 256 × 64), wie es Einheiten und Menschen gibt. Jedes Kartenblatt (d. h. jede Einheit und jeder einzelne Mensch) verfügt zur Lokalisierung über einen eindeutigen Code, der aus dem Namen der Sonne sowie vier Gruppen von Ziffern und Buchstaben eines Suchgitters besteht. Der vollständige Lokalisierungscode für eine Einheit lautet beispielsweise Ulse 1a 1a 11b 6f. Da alle Einheiten exakt gleich aussehen, wird im zweiten Teil des Atlas nur eine Einheit stellvertretend für alle anderen im Maßstab 1:1600 dargestellt.

## Entstehung des Atlas
Manuela Pfrunder studierte an der Fachklasse für Grafik der Hochschule für Gestaltung und Kunst Luzern. Ihre Abschlussarbeit im Jahr 2000 zum Thema «Uniform» stand unter dem Titel Die Fortsetzung der Schöpfung. Damit gewann sie den Förderpreis 2000 des Schweizer Grafikerverbands (SGV) und im Rahmen der Veranstaltung Design Preis Schweiz 2001 den «Willy-Guhl-Preis für Kommunikationsdesign». Hierauf aufbauend entstand das Buchprojekt Neotopia, das durch Unterstützung des UNICEF 2002 beim Limmat-Verlag in Zürich erschien. Neotopia wurde auch auf Ausstellungen in Zürich, Berlin und Wien gezeigt.

## Würdigung
Durch die Reduktion an Komplexität und die Umrechnung auf einen einzelnen Menschen werden unvorstellbar große Zahlen für alle fassbar, so zum Beispiel der Umfang der Reisproduktion, die Fläche des jährlichen Regenwaldverlustes, die Höhe der weltweiten Rüstungsausgaben oder die zurückgelegten Flugstrecken. Dadurch wird auf spielerische Weise eindrücklich dargelegt, wie es um unsere Welt steht. Der Atlas ist demnach nur scheinbar ein Abbild einer Utopie, denn in Tat und Wahrheit wird die Lage der Welt um den Jahrtausendwechsel gezeigt. Das gestellte Thema «Uniform» wird auf radikal neue Weise behandelt. Zwar ist die lückenlose Unterteilung des Globus in quadratische Einheiten gemäß der sphärischen Geometrie nicht möglich, aber dies schmälert die statistische Aussage nicht. 